# Стоквелл, Джон
Джон Стоквелл Сэмюэль IV (англ. John Stockwell Samuels IV, род. 25 марта 1961 года) — американский актёр, продюсер и кинорежиссёр.

## Биография
Джон Стоквелл родился 25 марта 1961 года в Галвестоне (штат Техас, США) в семье адвоката Джона Стоквелла Сэмюэльса III. Творческую карьеру начал в Италии, где работал фотомоделью. В этот период времени Стоквелл общался со многими персонами мира искусств — с такими, например, как культовый художник Энди Уорхолл, который впоследствии стал близким другом Стоквелла и часто упоминал о нём в своих мемуарах — «Дневники Уорхолла» (англ. The Warhol Diaries).
Впервые на экране Джон Стоквелл появился в начале восьмидесятых — в комедии «Так здорово» (англ. So Fine), премьера которой состоялась 25 сентября 1981 года.
Широкую известность Джон получил в 1983 году, когда снялся в фильме «Теряя это» (англ. Losin' It) вместе с Томом Крузом и рядом других известных актёров, а также — в том же году — в картине Кристина (англ. Christine), снятой по роману Стивена Кинга.
Через два года Джон Стоквелл сыграл в комедии «Мой научный проект» (англ. My Science Project), в 1986 году — в боевике «Лучший стрелок» (англ. Top Gun). Среди других работ — роли в фильмах «Границы города» (англ. City Limits, 1985 год), «Радиоактивные грёзы» (англ. Radioactive Dreams, 1985 год), «Никсон» (англ. Nixon, 1995 год).
С 2000 года Стоквелл неоднократно выступал в качестве режиссёра телевизионных фильмов, в том числе:
- 2000 год — Обманщики (англ. Cheaters)
- 2001 год — Безумная и прекрасная (англ. Crazy/Beautiful)
- 2005 год — Добро пожаловать в рай! (англ. Into the Blue)
- 2006 год — Туристас (англ. Turistas)
- 2004−2009 — Секс в другом городе (англ. The L Word)

В 2000 году был номинирован на премию «Эмми» за 2000 год за участие в фильме «Обманщики».
В настоящее время Джон Стоквелл продолжает активную творческую деятельность.